# Walter Stradling
Walter Stradling, nato Walter Ernest Stradling (Plymouth, febbraio 1875 – New York, 4 luglio 1918), è stato un direttore della fotografia inglese che lavorò negli Stati Uniti all'epoca del muto.

## Biografia
Viene ricordato soprattutto per i suoi film con Mary Pickford e per i suoi contratti con la Famous Players-Lasky Corporation. Lavorò anche con Cecil B. DeMille, Sessue Hayakawa e Blanche Sweet. Morì a soli 43 anni, nel 1918, a causa dell'epidemia di spagnola. Qualche giorno dopo la sua scomparsa, avvenuta il 4 luglio 1918, uscì nelle sale uno dei suoi ultimi film, Heart of the Wilds seguito in settembre da Out of a Clear Sky, entrambi diretti da Marshall Neilan.
Era zio del direttore della fotografia Harry Stradling.

## Filmografia
- Captain Alvarez, regia di Rollin S. Sturgeon (1914)
- Young Romance, regia di George Melford (1915)
- A Gentleman of Leisure, regia di George Melford (1915)
- The Secret Orchard, regia di Frank Reicher (1915)
- The Case of Becky, regia di Frank Reicher (1915)
- The Chorus Lady, regia di Frank Reicher (1915)
- The Secret Sin, regia di Frank Reicher (1915)
- Mr. Grex of Monte Carlo, regia di Frak Reicher (1915)
- The Ragamuffin, regia di William C. deMille (1916)
- Pudd'nhead Wilson, regia di Frank Reicher (1916)
- The Love Mask, regia di Frank Reicher (1916)
- Anima di straniero (Alien Souls), regia di Frank Reicher (1916)
- The Quest of Life, regia di Ashley Miller (1916)
- Those Without Sin, regia di Marshall Neilan (1917)
- La bottiglia incantata (The Bottle Imp), regia di Marshall Neilan (1917)
- The Tides of Barnegat, regia di Marshall Neilan (1917)
- The Girl at Home, regia di Marshall Neilan (1917)
- The Silent Partner, regia di Marshall Neilan (1917)
- Freckles, regia di Marshall Neilan (1917)
- Il Giaguaro (The Jaguar's Claws), regia di Marshall Neilan (1917)
- Rebecca of Sunnybrook Farm, regia di Marshall Neilan (1917)
- Piccola principessa (The Little Princess), regia di Marshall Neilan (1917)
- Stella Maris, regia di Marshall Neilan (1918)
- Amore d'artista (Amarilly of Clothes-Line Alley), regia di Marshall Neilan (1918)
- Il giglio selvatico (M'Liss), regia di Marshall Neilan (1918)
- Hit-the-Trail Holliday, regia di Marshall Neilan (1918)
- Heart of the Wilds, regia di Marshall Neilan (1918)
- Dopo la tormenta (Out of a Clear Sky), regia di Marshall Neilan (1918)